# Cesare Furesi
Cesare Furesi (Alghero, 1957) è un regista, sceneggiatore, scrittore e drammaturgo italiano.

## Biografia
Nato ad Alghero, Da bambino contrae la poliomielite che gli compromette l'uso di una gamba, successivamente ha un incidente di lavoro che lesiona gravemente l'altra. 
Autore di testi, racconti e sceneggiature per cinema e teatro, scrive per L'aquilone e per riviste letterarie. Nel 2000 pubblica il libro Che culo... ho trovato posteggio!, in cui tratta ironicamente il rapporto con la disabilità e col il quale vince il premio letterario "Accademia del Vesuvio", presentato al Maurizio Costanzo Show e in Rai.
Regista e sceneggiatore, è stato premiato in vari festival. Per la sceneggiatura di Voglio un attico al piano terra, derivata dal suo libro, è premiato da Francis Ford Coppola con una menzione speciale al Busto Arsizio Film Festival del 2005. Nel 2007 è regista e sceneggiatore del cortometraggio Roberta, che vince la rassegna per cinema indipendente Janas di Nuoro. Nel 2009 è regista e sceneggiatore de L'infame, cortometraggio che narra la storia di un attore.
Nel 2015 dirige il cortometraggio Senza uscire di casa, premiato con una menzione speciale al Roma Cinema Doc e all'Accolade Global Film Competition in California.
Nel 2016 dirige il suo primo lungometraggio Chi salverà le rose?, con Carlo Delle Piane, Lando Buzzanca, Caterina Murino e Philippe Leroy. Il film è stato presentato in anteprima a Roma il 13 marzo 2017 e poi distribuito nelle sale cinematografiche italiane a partire dal 16 marzo successivo. Il film riceve tre candidature ai Globi d'oro 2017, a Furesi per la miglior opera prima, a Carlo Delle Piane come miglior attore, e a Marcello Peghin per la miglior musica.
Nel 2018 dirige il cortometraggio Le attrici, che ottiene vari riconoscimenti.

## Filmografia

### Cortometraggi
- La selezione (2006)
- Roberta (2007)
- L'infame (2009)
- Togliti il cappellino (2011)
- La venganza (2013)
- Senza uscire di casa (2015)
- Le attrici (2018)

### Lungometraggi
- Chi salverà le rose? (2017)

## Opere
- Cesare Furesi "Che culo... ho trovato posteggio!" - Croma Edizioni, 2000.
- Cesare Furesi "I moscerini" - Eta beta 2020

## Riconoscimenti
- 2017 – Globo d'oro
  - Candidatura come miglior opera prima a Cesare Furesi per Chi salverà le rose